# Dr.-Farský-Kirche

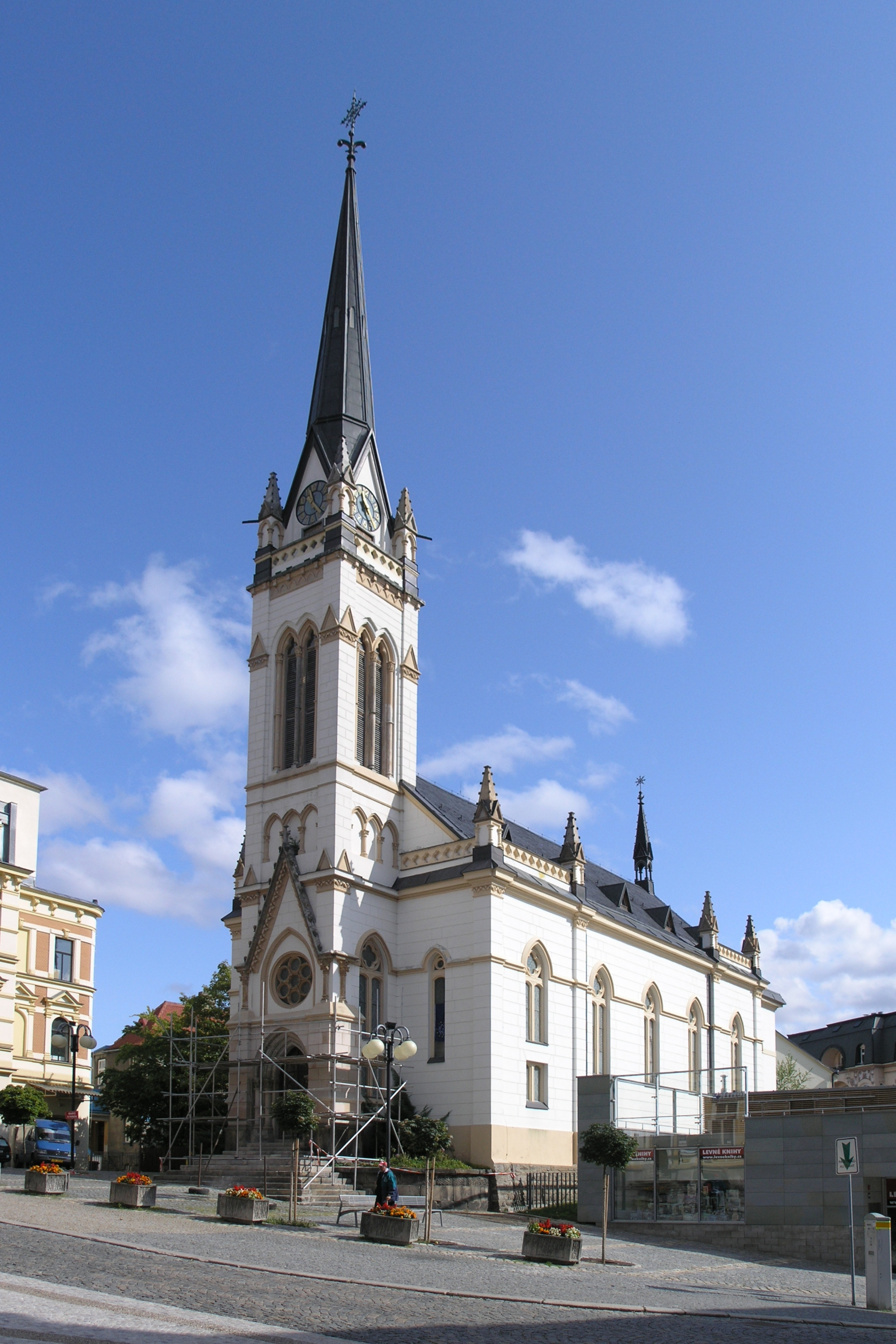
Dr.-Farský-Kirche

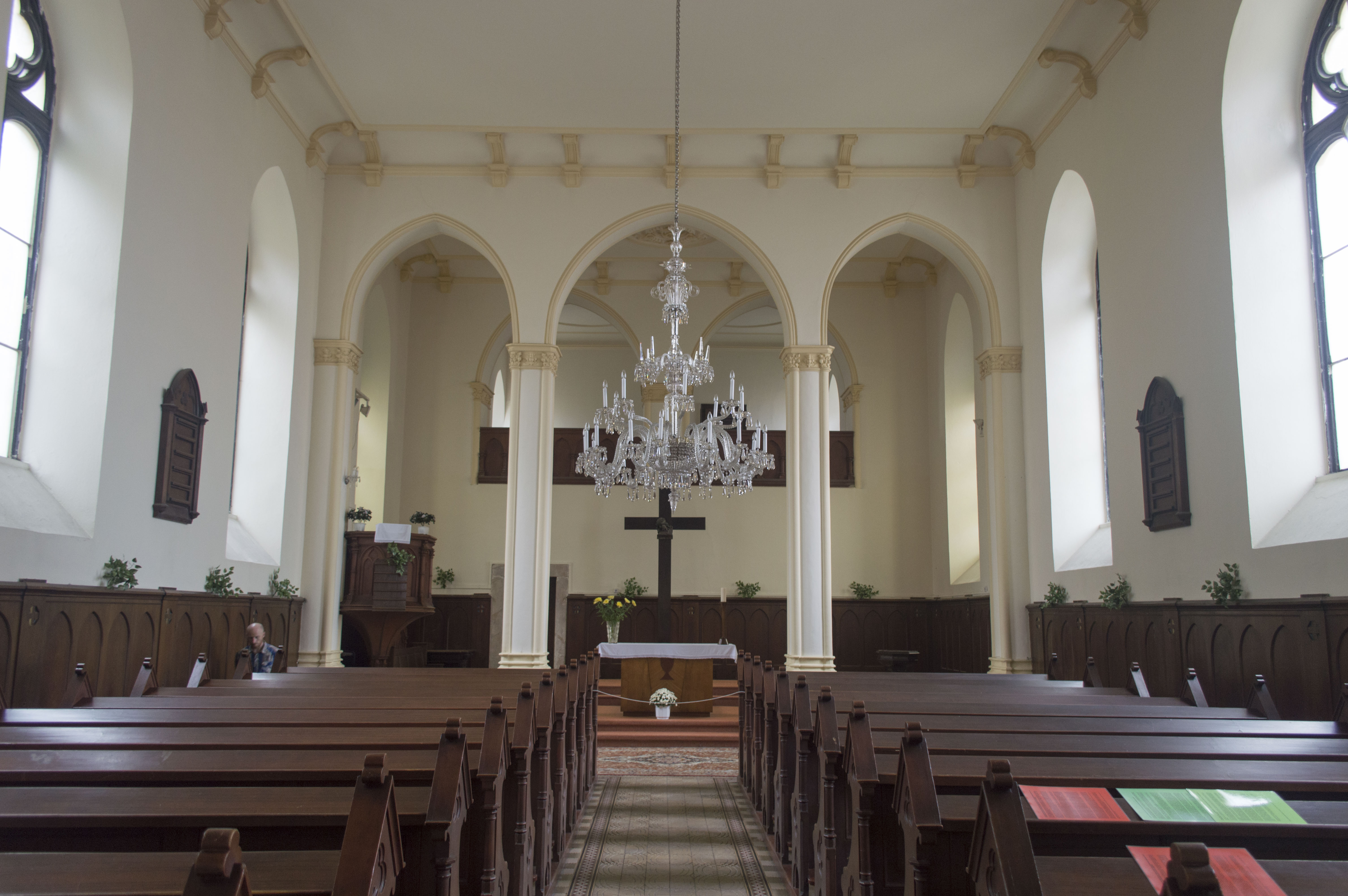
Innenansicht

Die Dr.-Farský-Kirche ist die ehemalige Evangelische Pfarrkirche von Gablonz an der Neiße (tschechisch Jablonec nad Nisou) im Bezirk Gablonz im nordböhmischen Reichenberger Kreis in Tschechien. Bis 1918 gehörte sie der Evangelischen Superintendentur A. B. Westböhmen, danach der Deutschen Evangelischen Kirche in Böhmen, Mähren und Schlesien an. Seit 1945 dient sie als Kostel Dr Farskeho der Tschechoslowakischen Hussitischen Kirche. Benannt wurde sie nach deren Gründer sowie erstem Patriarchen, Karel Farský.

## Geschichte
Das 1469 zerstörte Gablonz wurde nach 1542 von protestantischen Bauern aus Sachsen wiederbesiedelt, doch wurden im Dreißigjährigen Krieg 1624 im Zuge der Gegenreformation die lutherischen Prediger und Einwohner des Ortes ausgewiesen. Erst die Toleranzpatente Kaiser Josephs II., die den Protestantismus in den habsburgischen Ländern zuließen, wurden ab 1818 in Gablonz wieder protestantische Gottesdienste abgehalten. 1820 wurde Gablonz als Filialgemeinde von Christianstadt gegründet und 1838 zur selbständigen Pfarrgemeinde erhoben, nachdem sie 1833 ihren ersten Kirchenbau erhalten hatte. Erst nach Erlass des Protestantengesetzes von 1861, das eine Gleichstellung der Religionen erwirkte, konnte ein hölzerner Turmbau errichtet werden. 1892 schließlich entstand der heutige Kirchenbau nach Entwurf des Gablonzer Baumeisters Arwed Thamerus.

## Architektur
Die evangelische Kirche von Gablonz ist eine in den Grundzügen klassizistische Saalkirche mit gotischen Einzelformen, abgeschlossen von einem flachgeneigten Satteldach mit aufgesetztem Dachreiter. Der verputzte Baukörper wird durch Risalite gegliedert und ist mit Maßwerkfenstern aus Holz ausgestattet. Dem Kirchenbau ist ein gotisierender Kirchturm mit Steilhelm über einer umlaufenden Galerie und Giebeln vorgesetzt. Der Altarraum wird durch eine spitzbogige Dreierarkatur vom Schiff getrennt und rückwärtig von einer Emporenanlage mit Doppelarkade über der Sakristei begrenzt. Der Kirchenraum hat seine Ausstattung aus der Erbauungszeit bewahrt.